# Grand Polyte Island
Grand Polyte Island oder Île Grand Polyte ist eine Insel der Seychellen.

## Geographie
Die Insel liegt im Atoll Cosmoledo in den Outer Islands. Mit der kleinen südlichen Schwester-Insel Ile Petite Polyte bildet sie den Ostrand des Atolls. Das langgezogene Motu (Caye) besteht aus zwei Teilen, die in der Mitte nur durch einen schmalen Landstreifen verbunden sind. Die Insel ist dicht bewachsen. Im Nordwesten schließt sich Goelette Island an.